# Dicranomyia evenhuisi
Dicranomyia evenhuisi là một loài ruồi trong họ Limoniidae. Chúng phân bố ở miền Australasia.